# Gouvernement Geórgios Papandréou II
Pour les articles homonymes, voir gouvernement Papandréou.
Royaume de Grèce
Gouvernement Mavromikhális Gouvernement Paraskevópoulos
Le gouvernement Geórgios Papandréou II est un gouvernement grec, dirigé par Geórgios Papandréou du 8 novembre au 30 décembre 1963.